# 布尔戈翁多
布尔戈翁多，是西班牙卡斯蒂利亚-莱昂阿维拉省的一个市镇。 总面积55km2, 总人口1214人（2001年），人口密度22人/km2。